# Hop! (aviação)

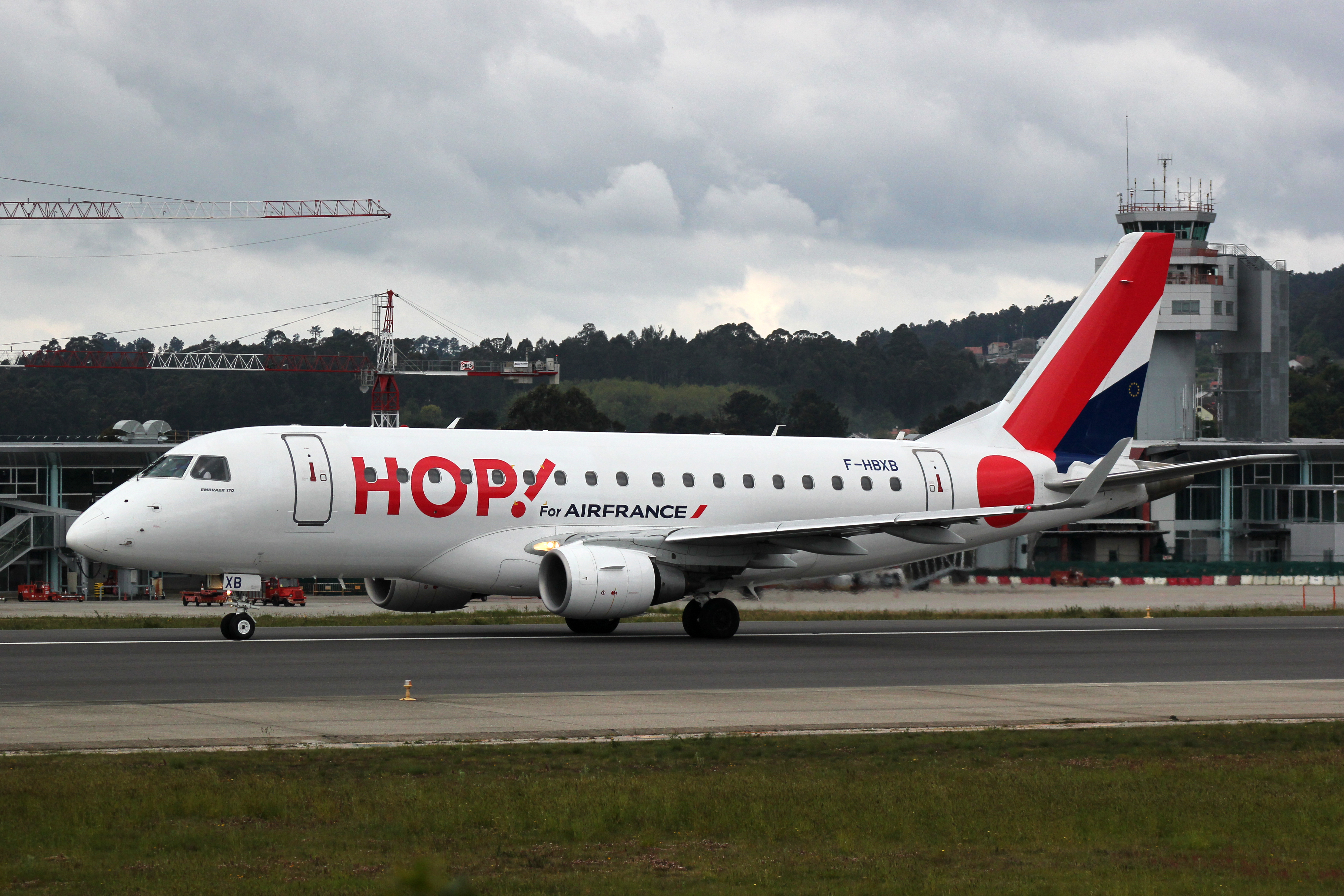
Embraer-170 de Hop! no aeroporto de Vigo, 2013.

Air France Hop é uma aviação baixo custo francesa criado pela Air France. A companhia é resultado da fusão das três subsidiárias regionais Régional, Airlinair e Brit Air, que operaram sob a marca Hop!. O diretor-presidente da companhia é Lionel Guérin, que antes dirigia a Transavia, outra marca low cost da Air France.
O lançamento da linha HOP! em 31 marco de 2013, faz parte da reestruturação das operações de pequena e média distâncias. As mudanças foram planeadas,  depois que empresas como Easyjet e Ryanair, líderes em voos baixo custo na Europa, ganharam cada vez mais espaço no mercado aéreo no continente, ocasionando perdas de clientes nas companhias tradicionais.
Air France apresentou a tarifa de baixo custo "MiNi", voltada para pessoas que viajam com pouca bagagem, outra aposta para recuperar as deficitárias pequenas e médias rotas. Na Hop!, haverá três níveis de preços: Basic (um trecho sem direito a despachar bagagem), Basic Plus e Maxi Flex. Entre os destinos que farão parte da nova marca estão cidades bastante distantes de Paris, como Budapeste, Oslo e Aberdeen.

## Frota
Em 27 de novembro de 2014 a frota da HOP! tinha 61 aviões:
| Aeronave           | Total | Pedidos | Passageiros | Passageiros                     | Passageiros                     | Passageiros                     |
| Aeronave           | Total | Pedidos | J           | Y+                              | Y                               | Total                           |
| ------------------ | ----- | ------- | ----------- | ------------------------------- | ------------------------------- | ------------------------------- |
| ATR 42-500         | 13    | —       | —           |                                 |                                 |                                 |
| ATR 72-500         | 1     | —       | —           |                                 |                                 |                                 |
| Embraer EMB-190    | 1     | —       | —           |                                 |                                 |                                 |
| Embraer EMB-170    | 5     | —       | —           |                                 |                                 |                                 |
| Embraer ERJ-135    | 1     | —       | —           |                                 |                                 |                                 |
| Embraer ERJ-145    | 17    | —       | —           |                                 |                                 |                                 |
| Bombardier CRJ100  | 6     | —       | —           |                                 |                                 |                                 |
| Bombardier CRJ700  | 14    | —       | —           |                                 |                                 |                                 |
| Bombardier CRJ1000 | 8     | —       | —           |                                 |                                 |                                 |
| Total de aeronaves | 61    |         |             | Atualizado: 27 de novembro 2014 | Atualizado: 27 de novembro 2014 | Atualizado: 27 de novembro 2014 |